# Staphylotrichum coccosporum
Staphylotrichum coccosporum är en svampart som beskrevs av J.A. Mey. & Nicot 1957. Staphylotrichum coccosporum ingår i släktet Staphylotrichum, divisionen sporsäcksvampar och riket svampar.   Inga underarter finns listade i Catalogue of Life.